# Фоминская (Коленгский сельсовет)
Фоминская — деревня в Верховажском районе Вологодской области.
Входит в состав Коленгского сельского поселения, с точки зрения административно-территориального деления — в Коленгский сельсовет.
Расстояние по автодороге до районного центра Верховажья — 53 км, до центра муниципального образования Ногинской — 1 км. Ближайшие населённые пункты — Удальцовская, Нивская, Ногинская.
По переписи 2002 года население — 42 человека (17 мужчин, 25 женщин). Всё население — русские.